# Helen Hay Whitney
Pour les articles homonymes, voir Hay et Whitney.
Helen Hay Whitney, née le 11 mars 1875 et morte le 24 septembre 1944 à New York, est une poétesse, écrivaine, propriétaire et éleveuse de chevaux de course, personnalité mondaine et philanthrope américaine. Elle est membre par alliance de la famille Whitney.

## Biographie

### Origines

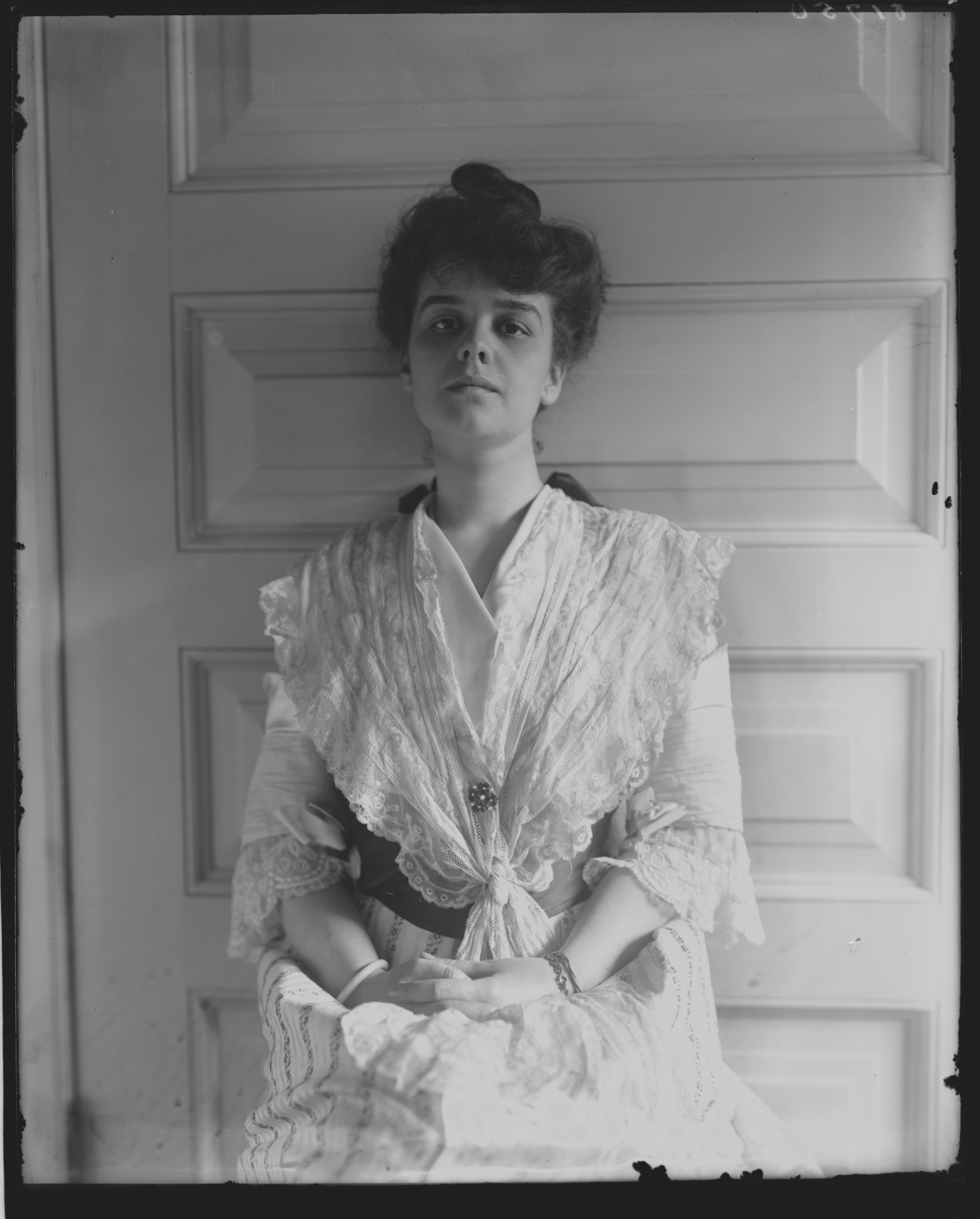
Helen Hay en 1890.

Elle est la fille de John Milton Hay, secrétaire d'État des États-Unis et ambassadeur des États-Unis en Grande-Bretagne, et de Clara Louise Stone (1849–1914). Son grand-père maternel est le magnat des chemins de fer et de la banque Amasa Stone (en) (1818–1883).

### Poésie
Helen Hay est poétesse et auteure de livres pour enfants. Un certain nombre de ses poèmes sont publiés dans Harper's Magazine. Un de ses poèmes, Love of the Rose, figure dans l'opéra de Leon Ardin Antony and Cleopatra (acte 2, n°15). Herbs And Apples (1910) est un recueil de poèmes qu'elle a publié en utilisant ce qu'elle avait écrit pour The Metropolitan Magazine et Collier's Weekly. Songs and Sonnets et Gypsy Verses sont également quelques-unes de ses œuvres rédigées de cette manière. Plusieurs ont été rééditées au XXIe siècle.

### Sport hippique

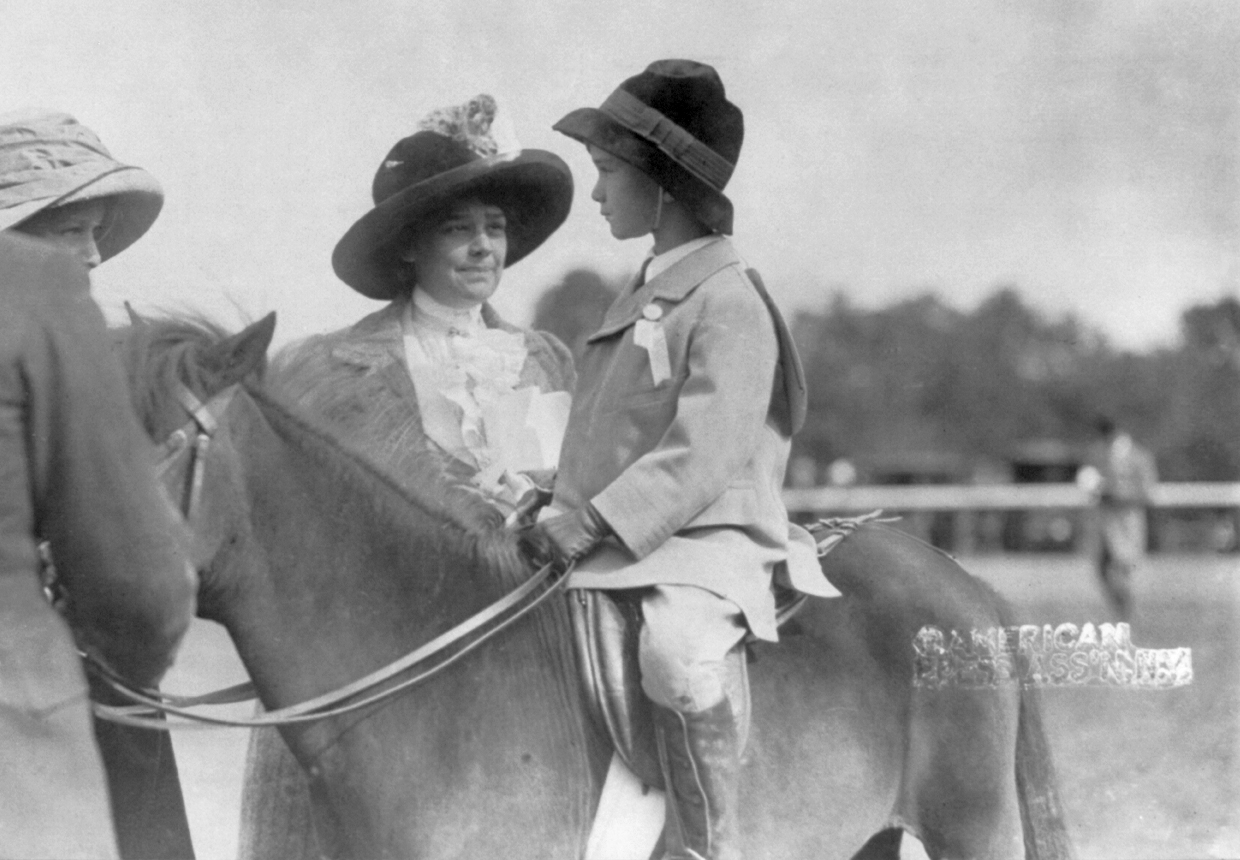
Helen Hay Whitney et son fils de six ans, John Hay Whitney, en 1910.

Après la mort de son mari en 1927, elle continue de gérer le domaine familial de Greentree (en) et celui consacré aux purs-sangs, Greentree Stable (en),. Ses chevaux remportent le Grand National américain steeple en 1926, 1927, 1928 et 1937. En course de plat, ses chevaux Twenty Grand et Shut Out remportent le Kentucky Derby et Belmont Stakes, respectivement en 1931 et 1942.
Twenty Grand, nommé Cheval américain de l'année en 1931, inspire une marque de cigarettes lancée par Axton-Fisher Tobacco Co., ce qui conduit à une procédure pour contrefaçon en 1936, affaire qu'elle remporte. La marque, « Twenty Grand »/« 20 Grand », utilisait comme symbole la tête du cheval. Shut Out est battu par Whirlaway pour le titre de Cheval américain de l'année 1942.
En 2019, Helen Hay Whitney reçoit à titre posthume la plus haute distinction du monde équestre avec son intronisation au Temple de la renommée des courses américaines comme l'un de ses « Pillars of the Turf » (« Piliers de l'hippisme »).

### Philanthropie
Bénéficiaire d'une grande fortune à la mort de son mari, Helen Whitney finance plusieurs causes et institutions, dont le Payne Whitney Gymnasium (en) de l'université Yale,. En 1943, avec sa fille Joan, elle crée la Fondation Helen Hay Whitney, qui soutient la formation initiale à la recherche postdoctorale dans les sciences biomédicales fondamentales.

## Famille

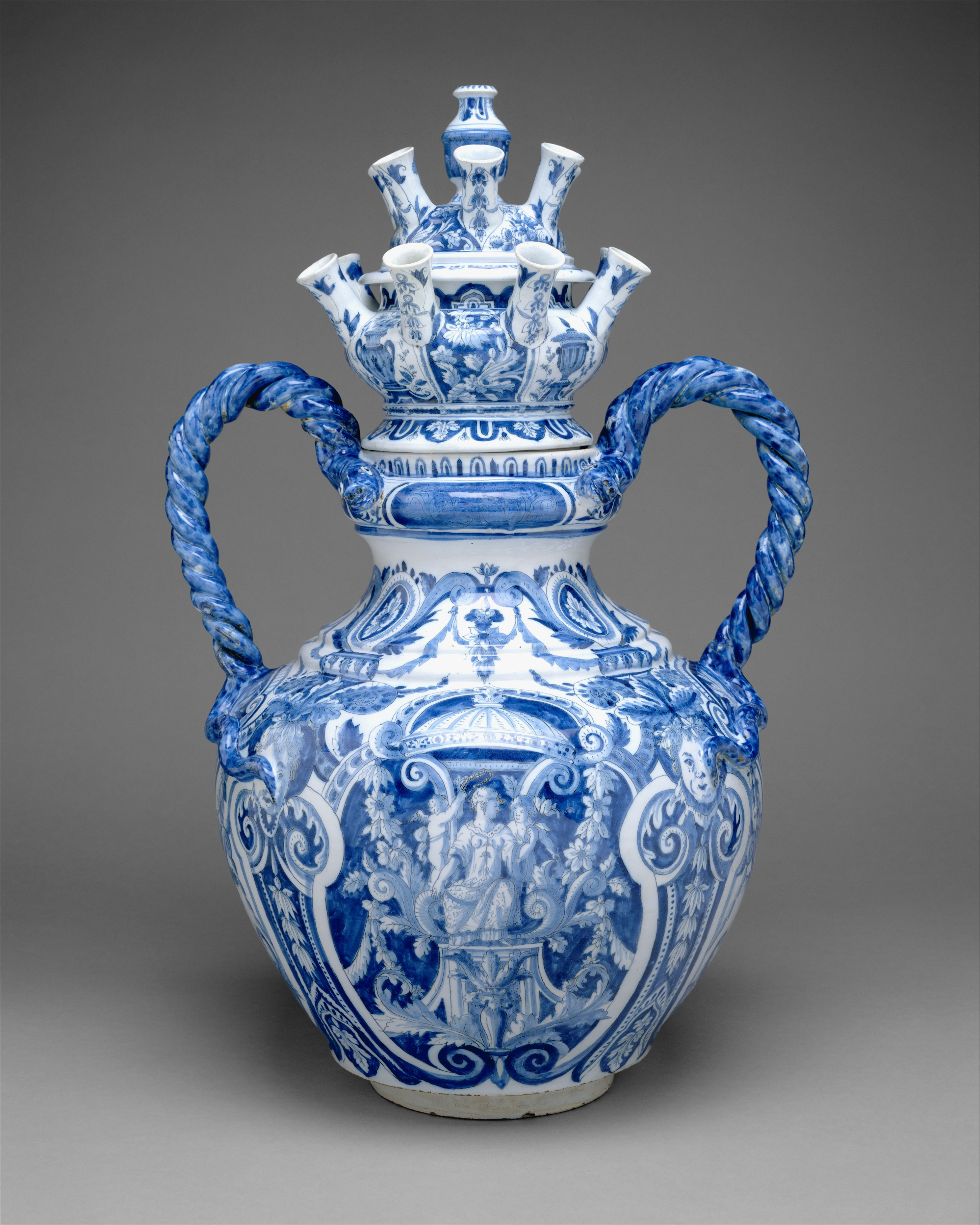
Vase hollandais du XVIIe siècle légué par Helen Hay Whitney au MET.

En 1902, elle épouse William Payne Whitney, fils de l'ancien secrétaire à la Marine William Collins Whitney (1841–1904) et de Flora Payne (1842–1893). Ensemble, ils ont une fille et un fils :
- Joan Whitney (1903–1975)[15], première propriétaire de l'équipe de baseball des Mets de New York ;
- John Hay Whitney (1904–1982)[16], ambassadeur des États-Unis au Royaume-Uni[17],[18],[19].

Le couple fait construire un hôtel particulier au 972 de la Cinquième Avenue à New York, conçue par l'architecte Stanford White. Helen Hay Whitney y vit jusqu'à sa mort en 1944. Le gouvernement français acquiert la propriété en 1952 et y installe les services culturels de l'ambassade de France aux États-Unis. Les Whitney possédaient également un domaine de 438 acres (1,77 km²) à Manhasset (État de New York) nommé Greentree (en).
Dans son testament, elle lègue au Metropolitan Museum of Art (MET) des peintures, des céramiques, du textile et des meubles,.